# Herminia marcidilinea
Herminia marcidilinea là một loài bướm đêm trong họ Noctuidae.